# Hydractinia inermis
Hydractinia inermis is een hydroïdpoliep uit de familie Hydractiniidae. De poliep komt uit het geslacht Hydractinia. Hydractinia inermis werd in 1872 voor het eerst wetenschappelijk beschreven door Allman. 